# Yamamoto Kosuke
Kosuke Yamamoto (sinh ngày 29 tháng 10 năm 1989) là một cầu thủ bóng đá người Nhật Bản.

## Sự nghiệp câu lạc bộ
Kosuke Yamamoto đã từng chơi cho Júbilo Iwata và Albirex Niigata.